# آخرین خانه در سمت چپ (فیلم ۲۰۰۹)
آخرین خانه در سمت چپ (انگلیسی: The Last House on the Left) فیلمی در ژانر ترسناک، تجاوز و انتقام، مهیج و جنایی است که در سال ۲۰۰۹ منتشر شد. این فیلم بازسازی فیلمی به همین نام محصول سال ۱۹۷۲ است.

## بازیگران
- تونی گلدوین در نقش جان کالینگوود
- مونیکا پاتر در نقش اما کالینگوود
- گرت دیلاهانت در نقش کراگ
- آرون پال در نقش فرانسیس
- اسپنسر تریت کلارک در نقش جاستین
- سارا پکستون در نقش ماری کالینوود
- ریکی لیندهوم در نقش سیدی
- مارتا مک‌آیزاک در نقش پیج
- مایکل بوون در نقش مورتون